# جری پیج
جری پیج (انگلیسی: Jerry Page؛ زادهٔ ۱۵ ژانویه ۱۹۶۱) بوکسور اهل ایالات متحده آمریکا بود.
وی در مسابقات کشوری و بین‌المللی در مجموع برندهٔ ۱ مدال طلا، ۱ مدال نقره شده‌است.